# Friedrich Hagedorn

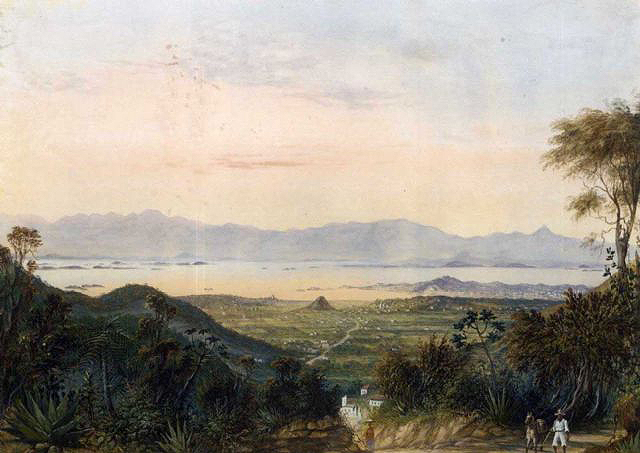
Panorama da baía do Rio de Janeiro, aquarela

Friedrich Hagedorn (Alemanha, 1814 - 1889) foi um pintor alemão que esteve ativo no Brasil no século XIX.
Após vinte anos de residência no país, voltou para a Alemanha. Teve uma produção relativamente grande e atentava-se à descoberta de novas paisagens. Friedrich nasceu e morreu na Alemanha, sua terra natal.

## Biografia
Depois de ter sido pintor da corte em Lisboa (entre 1844 e 1847), fixou-se no Rio de Janeiro em 1850, integrando um grupo de artistas alemães que vieram documentar a paisagem e os costumes nacionais, viajando ainda por São Paulo, Pernambuco, Bahia, Minas Gerais e Maranhão. Participou das Exposições Gerais de Belas-Artes, entre 1859 e 1860, e apesar de ter permanecido no Brasil por vinte anos e ter encontrado um bom mercado para sua produção, sua presença parece ter sido pouco notada pelos círculos oficiais e pelos críticos de arte da época.
Trabalhou em especial com a aquarela e a têmpera, e alguns de seus panoramas foram divulgados através de cromolitografias. Sua obra está preservada principalmente na The Hispanic Society of America, em Nova Iorque, na Biblioteca Nacional, no Museu do Estado de Pernambuco, bem como em coleções particulares.